# Lelești (okręg Bistrița-Năsăud)
Lelești – wieś w Rumunii, w okręgu Bistrița-Năsăud, w gminie Ciceu-Mihăiești. W 2011 roku liczyła 186 mieszkańców.